# Blackpink Arena Tour 2018
Blackpink Arena Tour 2018 – pierwsza japońska trasa koncertowa południowokoreańskiego zespołu Blackpink, która obejmuje największe hale widowiskowo-sportowe oraz areny w Japonii. Trasa rozpoczęła się 24 lipca 2018 roku w Osace, Japonii na arenie Osaka-jo Hall, a zakończyła się 26 sierpnia 2018 w Chibie na hali Makuhari Messe. Specjalny finał wchodzący w skład trasy odbył 24 grudnia 2018 również w Osace, jednak na stadionie Kyocera Dome.

## Tło
Trasa koncertowa w Japonii w 2018 roku promowała ich pierwszy japoński minialbum BLACKPINK. Planowana na sześć koncertów, została ostatecznie poszerzona o jedną datę ze względu na duże zainteresowanie – ostatni koncert w Chibie. Trasa oficjalnie rozpoczęła się koncertem 24 lipca w Osace. 7 lipca dodano ostatni przystanek trasy na 24 grudnia w Kyocera Dome Osaka.

## Setlista
Setlista - Czesc 1- Blackpink Arena World Tour
1. 1. "Ddu-Du-Ddu-Du"
  2. "Forever Young"
  3. "Whistle" (wersja akustyczna)
  4. "Stay" (wersja japońska)
  5. "Can''t Take My Eyes Off You" (Frankie Valli cover) (Jennie solo cover)
  6. "Eyes Closed" / "Eyes, Nose, Lips" (Rosé solo cover)
  7. "Lemon" / "Faded" / "Attention" (Lisa solo dance cover)
  8. "Sakurairo Mau Koro" (Jisoo solo cover)
  9. "Yoncé" (Beyoncé cover)
  10. "So Hot" (The Black Label remix) (Wonder Girls cover)
  11. "See U Later"
  12. "Really"
  13. "Boombayah" (wersja japońska)
  14. "Playing With Fire" (wersja japońska)
  15. "As If It's Your Last" (wersja japońska)

Encore
  1. "Whistle" (wersja japońska)
  2. "Ddu-Du-Ddu-Du"

Setlista - Specjalny final
  1. "Ddu-Du Ddu-du"
  2. "Forever Young"
  3. "Whistle (wersja akustyczna)"
  4. "Stay"
  5. "I Like It" / "Faded" / "Attention" (Lisa solo dance cover)
  6. "Let It be" / "You & I" / "Only Look At Me" (Rosé solo cover)
  7. "Yuki No Hana" (Jisoo solo cover)
  8. "Solo" (Jennie solo)
  9. "Jingle Bell Rock" (dance cover)
  10. "Last Christmas" / "Rudolph The Red-Nosed Reindeer" (cover)
  11. "Kiss & Makeup"
  12. "So Hot" (The Black Label remix) (Wonder Girls cover)
  13. "Really"
  14. "See U Later"
  15. "Boombayah"
  16. "Playing With Fire"
  17. "As If Its Your Last"

Encore
  1. "Whistle (remix)"
  2. "Ddu-Du Ddu-Du"
  3. "Stay (remix)"

## Lista koncertów
| Data                                           | Miasto                         | Kraj                           | Arena                          |
| Część 1 — Blackpink Arena Tour                 | Część 1 — Blackpink Arena Tour | Część 1 — Blackpink Arena Tour | Część 1 — Blackpink Arena Tour |
| ---------------------------------------------- | ------------------------------ | ------------------------------ | ------------------------------ |
| 24 lipca 2018                                  | Osaka                          | Japonia                        | Osaka-jo Hall                  |
| 25 lipca 2018                                  | Osaka                          | Japonia                        | Osaka-jo Hall                  |
| 16 sierpnia 2018                               | Fukuoka                        | Japonia                        | Kokusai Center                 |
| 17 sierpnia 2018                               | Fukuoka                        | Japonia                        | Kokusai Center                 |
| 24 sierpnia 2018                               | Chiba                          | Japonia                        | Makuhari Messe                 |
| 25 sierpnia 2018                               | Chiba                          | Japonia                        | Makuhari Messe                 |
| 26 sierpnia 2018                               | Chiba                          | Japonia                        | Makuhari Messe                 |
| Część 2 — Specjalny finał w Kyocera Dome Osaka |                                |                                |                                |
| 24 grudnia 2018                                | Osaka                          | Japonia                        | Kyocera Dome Osaka             |